# Greenland (film)
Série
Greenland: Migration
(2025)
Pour plus de détails, voir Fiche technique et Distribution.
Greenland : Le Dernier Refuge, ou Groenland au Québec (Greenland), est un film catastrophe américain réalisé par Ric Roman Waugh et sorti en 2020.
Le film suit John Garretty qui est un ingénieur en bâtiment d'Atlanta qui a des problèmes de couple avec son épouse Allison. Tous deux tentent de cacher la situation à leur fils diabétique Nathan, qui veut voir le passage de Clarke, une comète interstellaire composée de milliers de fragments et qui va s'approcher extrêmement près de la Terre. Cependant, il s'avère que la comète Clarke est sur une trajectoire de collision terrestre quand un de ses fragments principaux réduit la ville de Tampa en cendres, et l'onde de choc est ressentie à des milliers de kilomètres de là. Le pire reste à venir : les principaux fragments vont détruire la Terre dans les 48 heures. John apprend qu'il a été sélectionné pour rejoindre un abri antiatomique d'urgence, mais à la base militaire d'où il doit partir, il est séparé de sa famille quand son fils est refusé en raison de son diabète. Commence alors une lutte pour survivre et se retrouver au milieu de l'effondrement de la civilisation, avant de partir pour le dernier refuge de l'humanité : le Groenland.
Une suite, Greenland: Migration, est prévue en 2025.

## Synopsis
À son passage proche de la Terre d'une comète interstellaire récemment découverte nommée « Clarke » qui devrait se produire. L'ingénieur en structures John Garrity (Gerard Butler) vit à Atlanta, en Géorgie, aux États-Unis, avec son ex-épouse, Allison (Morena Baccarin), et leur fils diabétique, Nathan. John prévoit de regarder à la télévision l'impact prévu d'un fragment de la comète dans l'océan Atlantique, près des Bermudes, avec sa famille et ses voisins. John reçoit un message automatisé du département de la Sécurité intérieure (DHS) indiquant que lui et sa famille ont été sélectionnés pour un refuge d'urgence juste après qu'un fragment de comète ait été vu entrer dans l'atmosphère à la télévision en direct.
Au lieu d'atterrir dans l'océan, le fragment frappe Tampa, en Floride, vaporisant la ville et une grande partie de l'État ; il est révélé que Clarke est en fait sur une trajectoire de collision directe avec la Terre. La planète entière sera bombardée de centaines de fragments au cours des deux prochains jours, aboutissant à l’impact d’un fragment suffisamment gros pour provoquer un événement de niveau extinction de masse. John reçoit un appel avec des instructions pour se rendre à la base aérienne de Robins avec sa famille pour un vol d'évacuation ; il est le seul habitant du quartier à recevoir cet appel. John, Allison et Nathan font rapidement leurs valises et partent pour la base, n'emmenant personne d'autre avec eux car personne d'autre qu'eux ne serait autorisé à embarquer.
À la base aérienne de Robins, l'insuline de Nathan est laissée dans la voiture. Alors que John va le récupérer, Allison est escortée hors de la base après la découverte de l'état de santé de Nathan, le disqualifiant. John revient et monte à bord d'un avion mais débarque rapidement en réalisant qu'Allison et Nathan ont été laissés derrière.
Alors que John quitte la base, une foule paniquée fait irruption, détruisant plusieurs avions d'évacuation lorsque des coups de feu enflamment le carburéacteur. De retour à la voiture, John trouve une note d'Allison disant qu'elle et Nathan vont au domicile de son père à Lexington au Kentucky. Après avoir récupéré des fournitures médicales dans un magasin pillé, Allison et Nathan sont pris en stop par Ralph Anderson (David Denman) et sa compagne Judy Vento (Hope Davis), mais au bout d'un moment Ralph jette Allison hors de la voiture, prend son bracelet et kidnappe Nathan dans le but de l'utiliser, lui et les bracelets, pour monter à bord d'un vol.
John est pris à bord d'un camion où un jeune homme nommé Colin (Andrew Bachelor) dit qu'il se dirige vers Osgoode, dans l'Ontario au Canada, où des avions privés volent vers le Groenland, le site d'évacuation apparent. Cependant, un autre homme tente de prendre le bracelet de John, provoquant l'accident du camion, tuant Colin, et John est obligé de tuer l'autre homme en état de légitime défense. Dans un autre aéroport, les Vento tentent de se faire passer pour les parents de Nathan, mais sont arrêtés lorsque l'armée découvre qu'il n'est pas leur enfant. Allison et Nathan sont réunis peu de temps après dans un camp voisin de l'agence fédérale de gestion des situations d'urgence (FEMA). Le lendemain matin, John apprend grâce à des reportages télévisés que des millions de personnes sont mortes dans des frappes à fragmentation dans le monde et que le plus gros fragment tombera dans environ 24 heures. Volant une voiture, John atteint la maison de son beau-père âgé Dale, et Nathan et Allison arrivent peu de temps après. La famille découvre un complexe de bunkers souterrains près de la base spatiale de Pituffik au Groenland où les évacués sont envoyés. Ils ont juste le temps d'atteindre Osgoode. John et Allison tentent de persuader Dale de les accompagner mais il refuse, content de vivre la fin de ses jours chez lui lorsque le plus gros fragment frappera. Il donne son camion à la famille et leur fait ses adieux.
Atteignant le nord de l'État de New York, la famille échappe de justesse à une pluie mortelle de débris en fusion en se réfugiant sous un passage souterrain, puis continue sa route vers le Canada. Tout en progressant régulièrement, la famille apprend à la radio que le plus gros fragment de Clarke, qui mesure 14 km de large, effacera l'Europe occidentale et que ses conséquences tueront la majeure partie de la vie sur la planète. La famille arrive à l'aéroport d'Osgoode à peine à temps pour embarquer sur le dernier vol de départ. Alors qu'ils atteignent le Groenland, un fragment de comète frappe au large de la côte et l'onde de choc provoque l'atterrissage en catastrophe de l'avion, tuant ses pilotes. Les Garrity et le reste des passagers descendent d'un camion militaire et entrent dans le complexe de bunkers au moment même où le plus gros fragment entre dans l'atmosphère et frappe, dévastant la civilisation tandis que John et sa famille sont protégés de l'explosion dans le bunker.
Après l'impact, plusieurs villes sont représentées en ruine totale, notamment Sydney, Chicago, Paris et Mexico. Mais le Groenland prend contact avec des survivants d’autres refuges à travers le monde. Neuf mois plus tard, les Garrity et les autres occupants quittent l'abri dans un paysage désolé et aride, alors que l'atmosphère se dissipe, donnant aux survivants la chance de le reconstruire.

## Fiche technique
- Titre original : Greenland
- Titre français : Greenland – Le Dernier Refuge
- Titre québécois : Groenland[1]
- Réalisation : Ric Roman Waugh
- Scénario : Chris Sparling
- Musique : David Buckley[2]
- Direction artistique : Eric R. Johnson et Theresa Tindall
- Décors : Clay A. Griffith
- Costumes : Kelli Jones
- Photographie : Dana Gonzales
- Montage : Gabriel Fleming
- Production : Gerard Butler, Basil Iwanyk, Sébastien Raybaud et Alan Siegel
- Sociétés de production : STXfilms, Anton, Thunder Road Pictures et G-Base Film Production
- Société de distribution : STX Entertainment (États-Unis), Elevation Pictures (Canada), Metropolitan FilmExport (France)
- Budget : 35 000 000 - 45 000 000 $
- Pays de production :  États-Unis
- Langue originale : anglais
- Format : couleur - 2.35:1
- Genres : catastrophe, action
- Durée : 119 minutes
- Dates de sortie :
  - Belgique : 29 juillet 2020
  - France : 5 août 2020
  - Québec :  14 août 2020
  - États-Unis : 18 décembre 2020 (vidéo à la demande)

## Distribution
- Gerard Butler (VF : Boris Rehlinger ; VQ : Louis-Philippe Dandenault) : John Garrity, ingénieur en structures
- Morena Baccarin (VF : Laurence Breheret ; VQ : Pascale Montreuil) : Allison Garrity, épouse de John
- Roger Dale Floyd (VF : Cécile Gatto ; VQ : Raphaël Bleau) : Nathan Garrity, fils de John et d'Allison, diabétique
- Scott Glenn (VQ : Marc Bellier) : Clayton, père d'Allison
- Andrew Bachelor (VF : Jean-Michel Vaubien) : Colin « Dale »
- David Denman (VF : Philippe Vincent ; VQ : François Trudel) : Ralph Anderson
- Hope Davis (VQ : Viviane Pacal) : Judy Vento, compagne de Ralph
- Merrin Dungey : le major Breen
- Holt McCallany (VF : David Krüger) : le pilote d'un avion
- Brandon Quinn : passager de l'avion militaire C-17

Source : version québécoise (VQ) sur Doublage.qc.ca

## Production

### Attribution des rôles
En mai 2018, Chris Evans rejoint le casting du film, avec Neill Blomkamp comme réalisateur, à partir d'un scénario de Chris Sparling. En février 2019, on annonce que Neill Blomkamp ne réaliserait plus le film, puis que Ric Roman Waugh lui succède. Gerard Butler rejoint le film en remplacement de Chris Evans, ainsi qu’en tant que producteur, sous sa bannière G-BASE Film Production. En juin 2019, Morena Baccarin rejoint à son tour le casting, suivie, en juillet, de Scott Glenn, Andrew Bachelor et Roger Dale Floyd, puis de David Denman, en août[réf. nécessaire]

### Tournage
Le tournage a lieu dans l'État de Géorgie. Il débute en juin 2019 et s'achève le 16 août de la même année à Atlanta, en Géorgie.
Les scènes d'extérieur au Groenland sont tournées dans le sud de l'Islande[réf. nécessaire].

## Accueil

### Accueil critique
Le site Allociné propose une moyenne de 2,9⁄5 à partir de l'interprétation des critiques de presse recensées.
Pour Stéphanie Belpêche de l'hebdomadaire Le Journal du Dimanche, « ce récit, qui évoque 2012 de Roland Emmerich (2009) et La Guerre des mondes de Steven Spielberg (2005), propose un spectacle de destruction massive jouissif, mais privilégie la psychologie des personnages en auscultant leurs réactions en situation de crise de façon réaliste ».
Pour Geoffrey Crété du site Écran Large, « Greenland ne réinvente pas la roue de l'apocalypse, et ne cherche pas à rivaliser avec les méga-blockbusters du genre. Il préfère ramasser le chaos autour des héros, dans une aventure simple, carrée, emballée avec efficacité, à défaut de grande inventivité ou folie. »

### Box-office
En mars 2019, STX Entertainment acquiert les droits de distribution du film. Sa sortie en salles aux États-Unis est initialement prévue pour le 12 juin 2020, mais est reportée plusieurs fois en raison de la pandémie de COVID-19. La sortie au cinéma du film est finalement annulée et la société fixe une sortie en vidéo à la demande pour le 13 octobre 2020 avant de la repousser au 18 décembre 2020.
| Pays ou région | Box-office      | Date d'arrêt du box-office | Nombre de semaines |
| -------------- | --------------- | -------------------------- | ------------------ |
| France         | 576 018 entrées | 20 octobre 2020            | 11                 |
| Total mondial  | 52 800 000 $    | -                          | -                  |

Finalement le film récolte plus de 60 millions de dollars, ce qui ne le rentabilise pas mais qui reste toutefois un bon résultat pour un film sorti en pleine pandémie[réf. nécessaire].

## Autour du film

### Suite
Le tournage de Greenland: Migration débute en avril 2024,.